# 蒸気発生装置
蒸気発生装置（じょうきはっせいそうち、SG : Steam Generator）は、蒸気機関車以外の機関車に牽引されて走行する客車にて、蒸気暖房を行う際に必要な水蒸気を発生させるための装置で、電気機関車およびディーゼル機関車に搭載される。

## 概要

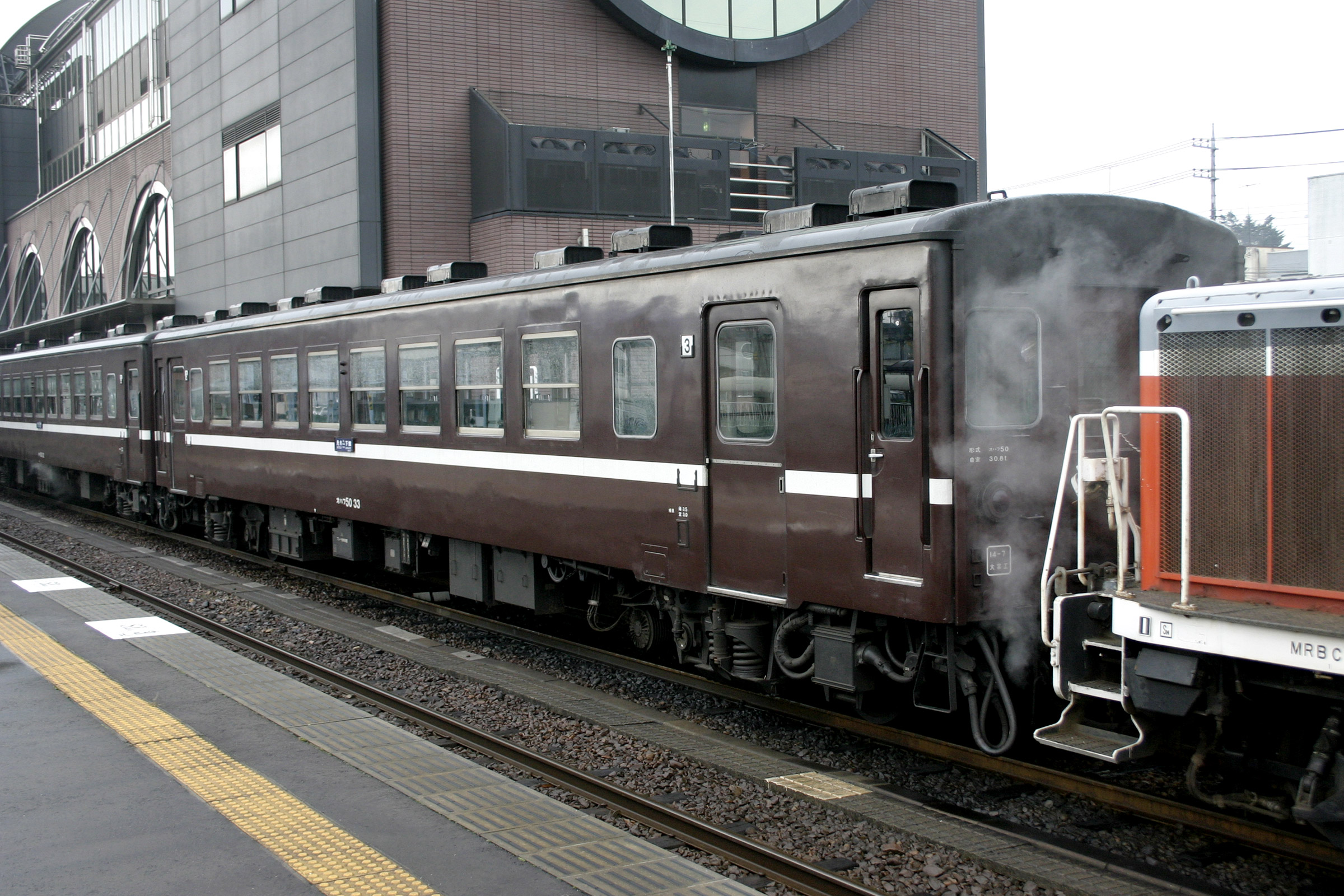
蒸気暖房使用時の50系客車（真岡鐵道真岡駅にて）。右側の機関車と客車の間から蒸気が出ている

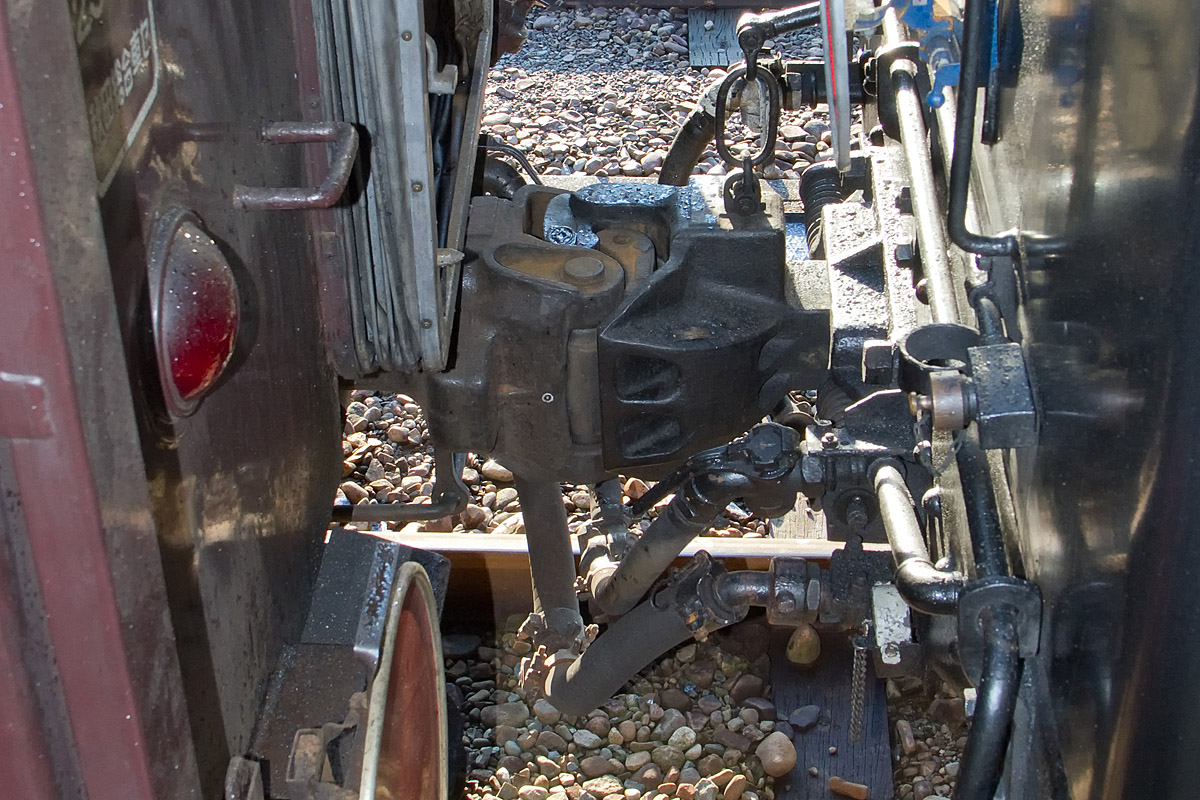
蒸気機関車（C11 325）に連結された旧型客車。下のホースが接続された蒸気管

蒸気機関車の場合には高圧蒸気をホースで客車へ送ることで蒸気暖房として利用することができる。蒸気暖房を行うにあたり、暖房に必要な水蒸気は、蒸気機関車が発生する水蒸気の一部を減圧・分配して客車まで蒸気管を通して行えばよいため、比較的容易に暖房が実現できる。これに対して電気機関車やディーゼル機関車ではこの方法は不可能である。電気機関車やディーゼル機関車での暖房方法として、電気機関車とは別途蒸気機関車を連結したり、ボイラーを搭載した暖房車を連結して蒸気暖房を行ったが、このような暖房専用車両を連結することは列車編成長や列車重量の増加等が生じ非効率である。これを解消するため、機関車自体に水蒸気を発生する装置を搭載する方法が考え出された。これを蒸気発生装置という。

## 日本の事例

### 歴史
日本においては、国鉄EF56形電気機関車に蒸気機関車のボイラーを小型化した丸ボイラーが搭載されたのがその発祥である。戦後いわゆるSGが開発され、DF50形などのディーゼル機関車にも蒸気発生装置が搭載されるようになった。
一方、昭和30年代以降は、電気機関車から客車に電力を送り、客車内の電気ヒーターで暖房を行う電気暖房が東北地方・中部地方などを中心に本格採用され、20系・14系・24系など編成中に冷暖房用ディーゼル発電機を搭載する車両も登場したが、非電化区間の多い北海道と近畿地方以西では蒸気発生装置も引き続き使用された。しかし、その後は動力近代化計画による客車牽引列車の減少により廃れていった。
近年蒸気暖房を行っているのは、JR東日本高崎車両センター所属車・大井川鐵道・真岡鐵道のみであるが、いずれも蒸気発生装置搭載の電気機関車およびディーゼル機関車を保有しておらず、蒸気暖房はすべて蒸気機関車からの蒸気供給を受けている。

### 蒸気発生装置の構造
戦後開発のEF58形からは末期まで主流となった貫流ボイラー型の蒸気発生装置（SG）となった。これは燃焼室の中にとぐろ状の水管を配置したものであり、水を水管の一方から押し込み循環させることなく蒸気に変えることができ、装置内の保有水量が少ないため起動性や負荷追従性に優れるものである。機関助士の手を煩わせず自動で蒸気を供給することを意図したが、蒸気量や蒸気温度を安定させるためには水や蒸気の出入りと熱の供給をバランスさせる高度な制御技術が必要であったため当初は技術が追いつかず「冷凍機関車」との異名ができた。しかし燃焼機構などを改良した結果安定した運転が可能になり当初の目的を果たすことができた。なお、SGの燃料としては電気機関車には燃料費節約のため重油を、ディーゼル機関車では燃料共通化のため軽油を使用（鉄道事業用の軽油のため無税）した。

### デメリット
しかし、蒸気暖房には電気暖房に比べるとシステム上色々と問題があり、	
- 長大編成時には編成の前後で暖房の効きにアンバランスが生じる	
  - 「アンバランス」といっても長大編成の多かった国鉄時代では効きが悪い程度では済まないことがあり、根室本線の急行「まりも」「狩勝」などでは「外が氷点下20度なのに13両編成の最後部には蒸気が届かない」という事態になることから、冬には牽引力の上からは必要のない暖房車代用の補助機関車を最後部に連結する「暖房補機」という処置がとられていた[8]。
- 機関車交換時、早めに暖房を切らないと係員が蒸気管で火傷をする危険性がある
- 電気暖房に比べるとどうしても機関車交換後など暖房の効きが遅くなる
- 蒸気暖房を動かすための水そのものが、電気機関車としては漏電など他の機械への影響からできれば搭載したくないものである
- 運転手とは別に蒸気発生装置を動かすための人員（ボイラー技士の有資格者）を必要とする

などの点が国鉄末期の文献では指摘されている。
このほか、蒸気発生装置は「移動式ボイラーである」ということになってしまうため、労働基準監督署に「ボイラー設置報告書」「ボイラー明細書」「ボイラー変更届」などの書類を設置・改造・休止・復活などのたびに提出する必要があった。

### 蒸気発生装置を搭載している機関車
電気機関車・ディーゼル機関車で蒸気発生装置を搭載している形式を下に記す。すでに形式消滅したものも含む。ただし、車両によっては搭載されていなかったり、電気暖房方式への改造あるいは用途消滅により撤去されていたりする車両もある。
電気機関車
EF56形・EF57形・EF58形・EF61形（0番台）・ED72形・ED76形
ディーゼル機関車
DD51形（一部）・DD54形・DE10形（一部）・DE15（一部）・DF50

## アメリカ合衆国の事例
アメリカ合衆国では、ゼネラルモーターズの機関車部門「エレクトロ・モーティブ・ディヴィジョン」（EMD）が1949年から1953年にかけて製造したF7形ディーゼル機関車のバリエーションとして、蒸気発生装置を搭載したFP7形が製造されている。
また、1971年に発足したアムトラックが発足以来初めて発注した機関車であるEMD SDP40F形ディーゼル機関車が、当時主流だった蒸気暖房方式の客車に対応するために蒸気発生装置を備えて落成している。しかし、アメリカではその後ヘッド・エンド・パワーと呼ばれる機関車からサービス電源を一括供給する方式が一般的となり、蒸気発生装置を備えた機関車は数を減らしていった。